# Andrena maukensis
Andrena maukensis là một loài Hymenoptera trong họ Andrenidae. Loài này được Matsumura mô tả khoa học năm 1911.